# Almindelig ædelgran
Almindelig ædelgran (Abies alba) er et op til 45 m højt stedsegrønt nåletræ med stift udstående grene. Det er ret almindeligt plantet, især i Midt- og Vestjylland.

## Beskrivelse
Væksten er helt ret med en gennemgående stamme. Kronen er kegleformet og slank. Barken er grå og temmelig glat med harpiksholdige blærer. Gammel bark sprækker op i firkantede plader. Knopperne er ægformede, rødbrune og lidt fedtede. Nålene er uens lange, og de sidder tydeligt toradet på skuddet. Oversiden er skinnende grøn, mens undersiden har to hvide striber. Nålene mangler spids. Koglerne sidder ret tæt på grene nær toppen. De er oprette og cylindriske med afrundet top. Farven er først grøn, senere rødbrun. Frøene modner godt og spirer villigt her i landet.
Højde x bredde og årlig tilvækst: 40 x 12 m (40 x 20 cm/år). Ikke medregnet eventuelle rodskud. Disse mål kan f.eks. anvendes, når arten udplantes.
Rodnettet består af kraftige og dybtgående hovedrødder. Træet er kun lidt modtageligt for de alvorlige vedsvampe: rodfordærver (Heterobasidion annosum) og honningsvamp.

## Udbredelse
Almindelig ædelgran findes på mineralrig bund overalt i de mellem- og sydeuropæiske bjergskove, hvor der er mere end 600 mm nedbør. Her kan træet blive over 50 m højt og er dermed en af de højeste naturligt-forekommende træarter i Europa.

## Voksested
Arten er knyttet til kølige, skyggede voksesteder, men er ret ligeglad med jordbundsforholdene. I Grækenland er vegetationen i højder fra 1.200 m til 2.200 m præget af bl.a. ask, bøg, alm. røn, bævreasp, panserfyr, rødgran, silkefyr, skovfyr, sortfyr, stilkeg, vintereg og vortebirk
| Portal | Portal:Botanik |